# سلکینگ ماتسلاینشدورف
سلکینگ ماتسلاینشدورف (به آلمانی: Zelking-Matzleinsdorf) یک منطقهٔ مسکونی در اتریش است که در ناحیه ملک واقع شده‌است. سلکینگ ماتسلاینشدورف ۱٬۲۲۷ نفر جمعیت دارد.